# Droga wojewódzka 466
Die Droga wojewódzka 466 (DW 466) ist eine 20 Kilometer lange Droga wojewódzka (Woiwodschaftsstraße) in der polnischen Woiwodschaft Großpolen, die Słupca mit Pyzdry verbindet. Die Strecke liegt im Powiat Słupecki und im Powiat Wrzesiński.

## Streckenverlauf
Woiwodschaft Großpolen, Powiat Słupecki
-  Słupca (Slupca) (A 2, DK 92, DW 263)
- Wierzbocice
- Działy
-  Ciążeń (Klein Döbern) (DK 467)

Woiwodschaft Großpolen, Powiat Wrzesiński
- Pietrzyków (Klein Döbern)
- Rataje (Klein Döbern)
- Dłusk (Klein Döbern)
-  Pyzdry (Pyzdry, Peisern) (DK 442)